# Dolinka Błotna
Dolinka Błotna – dolina będąca orograficznie lewym odgałęzieniem Doliny Bielskiego Potoku w Tatrach Bielskich na Słowacji. Opada spod Błotnego Siodła (ok. 1125 m) w kierunku wschodnim. Jej północne zbocza tworzy płaski i porośnięty lasem Zdziarski Wierch oddzielający ją od Doliny Średnicy, południowe Stara Jaworzynka.
Nazwę zarówno dolinki, jak i przełęczy wprowadził Władysław Cywiński w 4 tomie przewodnika Tatry. Jest to szeroka dolinka o łagodnych zboczach porośniętych lasem. Odgałęzia się od Doliny Bielskiego Potoku na dużym zakręcie, w którym zmienia ona kierunek na południowy. Potok dnem Błotnej Dolinki spływa tylko okresowo, przez większą część roku jego koryto jest suche. Dnem prowadzi droga leśna. W odległości kilkudziesięciu metrów od wylotu na dnie Dolinki Błotnej znajduje się niewielka polana, na niej paśnik dla dzikiej zwierzyny, a na obrzeżu polanki ambona myśliwska. Jest to zamknięty dla turystów obszar ochrony ścisłej TANAP-u, tak rozjeżdżony przez ciężkie pojazdy do prac leśnych i zwózki drzewa, że błotnistą drogą trudno przejść bez wysokiego obuwia gumowego. Ambona myśliwska też zapewne służy ochronie przyrody.